# Józef Czechowicz (fotograf)

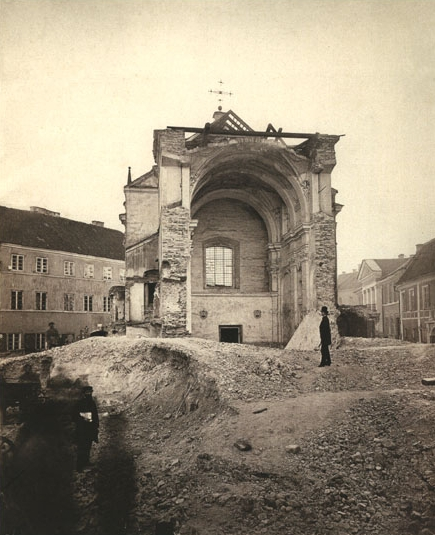
Józef Czechowicz, kościół św. Józefa w Wilnie w trakcie burzenia, 1877

Józef Czechowicz, lit. Juozapas Čechavičius (ur. 2 marca 1818 w guberni witebskiej, zm. 1 stycznia 1888 w Wilnie) – polski fotograf znany głównie jako autor widoków Wilna.

## Życiorys
Prawdopodobnie pochodził z lubelskiej gałęzi rodziny Lachowickich-Czechowiczów. W Wilnie ukończył szkołę średnią i podjął pracę jako urzędnik miejski. Studia w Szkole Sztuk Pięknych w Warszawie rozpoczął późno, prawdopodobnie mając 40 lat, studiując malarstwo u Jana Kaniewskiego.
Do Wilna przybył w kwietniu 1865, a 12 marca następnego roku otrzymał od gubernatora generalnego zezwolenie na prowadzenie działalności fotograficznej. Obejmowało ono zgodę na " „wykonywanie zdjęć maszyn przemysłowych oraz typów narodowych”poza studiem na terenie całego północno-zachodniego kraju (...) pod warunkiem, że powiadomiony o tym będzie każdorazowo miejscowy gubernator i powiatowy komendant wojskowy". Dlatego o wydaniu zezwolenia równocześnie powiadomiono gubernatorów w Mohylewie, Grodnie, Mińsku, Witebsku i Wilnie. Pozwolono Czechowiczowi otworzyć zakład we własnym domu przy ulicy Botanicznej niedaleko wejścia do Ogrodu Botanicznego. W latach 1872–1874 zawiesił działalność swojego zakładu, który wynajął  firmie fotograficznej W.A. Straussa i J. Brzozowskiego. Sam poświęcił się wykonywaniu zdjęć Wilna. To wówczas powstała większość widoków tego miasta jego autorstwa. Po uzyskaniu zgody gubernatora otworzył ponownie zakład w kwietniu 1876 roku.
Zmarł 1 stycznia 1888 roku i został pochowany na cmentarzu Bernardyńskim w Wilnie.
Zakład fotograficzny odziedziczyła Anna z Bolcewiczów (1845-1923), z którą był związany przez lata. Czechowicz miał z nią dwóch synów: Antoniego (ok. 1882-1915) i Juliana (ok. 1885-1945). Wychowywał też dwójkę dzieci ze wcześniejszego związku Anny: Reginę (1876-1890) i Maurycego (ok. 1877-1897) De Rothe (de Rotte).
Po ślubie z malarzem Wincentym Ślendzińskim (1837-1909) pod nazwiskiem Ślendzińska kontynuowała działalność zakładu, wykorzystując negatywy Czechowicza. Ich synem był malarz Ludomir Sleńdziński (1889-1980).

## Ojciec wileńskiej fotografii
Czechowicz sprowadzał nowoczesny sprzęt i materiały fotograficzne z Londynu. Kupił aparat do fotografowania widoków w plenerze i wyposażenie ciemni. W Wilnie jego studio, które specjalizowało się w wykonywaniu zdjęć portretowych było dziewiątym zakładem istniejącym w tym okresie. Czechowicz jednak najwięcej czasu poświęcał na fotografowanie krajobrazów Wilna.  Do fotografowania używał wykonanego na jego zamówienie obiektywu szerokokątnego i kamery na płyty szklane. Jako jeden z pierwszych, używał dużych szklanych płytek o wym. 24 x 30 cm.
Józef Czechowicz pozostawił około 200 zdjęć Wilna. Jego zdjęcia nie były tylko fotografiami. Miały wartość dokumentalną i artystyczną. Pokazywał na nich nie tylko budynki, ale wykonywał również ogólne plenery miasta. Cechą charakterystyczną jego zdjęć jest "przedstawienie obiektu ukazanego frontalnie z wysoko umieszczoną linią horyzontu". Dzięki temu budynki nabierają "majestatyczności, a nawet dramatyczności" co pokazują zdjęcia katedry wileńskiej, kościoła św. Jakuba i Filipa na Łukiszkach, kościoła św. Anny i Bernardynów i inne.
Czechowicz pozostawił nam również zdjęcia wnętrz kościelnych. Mają one duże znaczenie historyczne. Do unikatowych należą wnętrza kościoła św. Michała, czy zdjęcia ruin (zburzonego kościoła św. Józefa, wileńskiego zamku i zamku w Trokach). Wśród zachowanych zdjęć są również te pokazujące ulice, na niektórych pojawiają się sylwetki ludzi lub ich cienie (co wynikała z długiego okresu naświetlania). Był pierwszym fotografem w Wilnie, który wykonał zdjęcia peryferyjnych dzielnic miasta i mieszkających tam ludzi.

## Zbiory klisz i zdjęć
Litewskie Muzeum Narodowe ma w swoich zbiorach 327 oryginałów zdjęć oraz ponad 150 szklanych klisz. Muzeum Historyczno-Etnograficzne w Wilnie posiada ponad 200 oryginalnych odbitek zdjęć oraz 90 szklanych negatywów.  29 oryginalnych szklanych klisz, które zakupiono w 1967 roku od Ludomira Sleńdzińskiego posiada w swoich zbiorach Muzeum Narodowe w Warszawie.  Galeria im. Sleńdzińskich w Białymstoku ma w zbiorach szklaną kliszą z obrazem Matki Boskiej Ostrobramskiej.
W Petersburgu odkryto kolekcję 50 zdjęć, które w 1874 roku Czechowicz wysłał do Komitetu ds. Cenzury, aby upewnić się, że będą chronione jego prawa autorskie. Zdjęcia zostały opisane przez Czechowicza, a ich wybór pokazuje, które zdjęcia Wilna były dla niego najcenniejsze. Interesujące jest również to, że fotograf chciał chronić swoje prawa do dzieła. W Bibliotece Watykańskiej znajduje się album z widokami Wilna, który w 1888 roku podarowało papieżowi Leonowi XIII wileńskie stowarzyszenie kobiet.

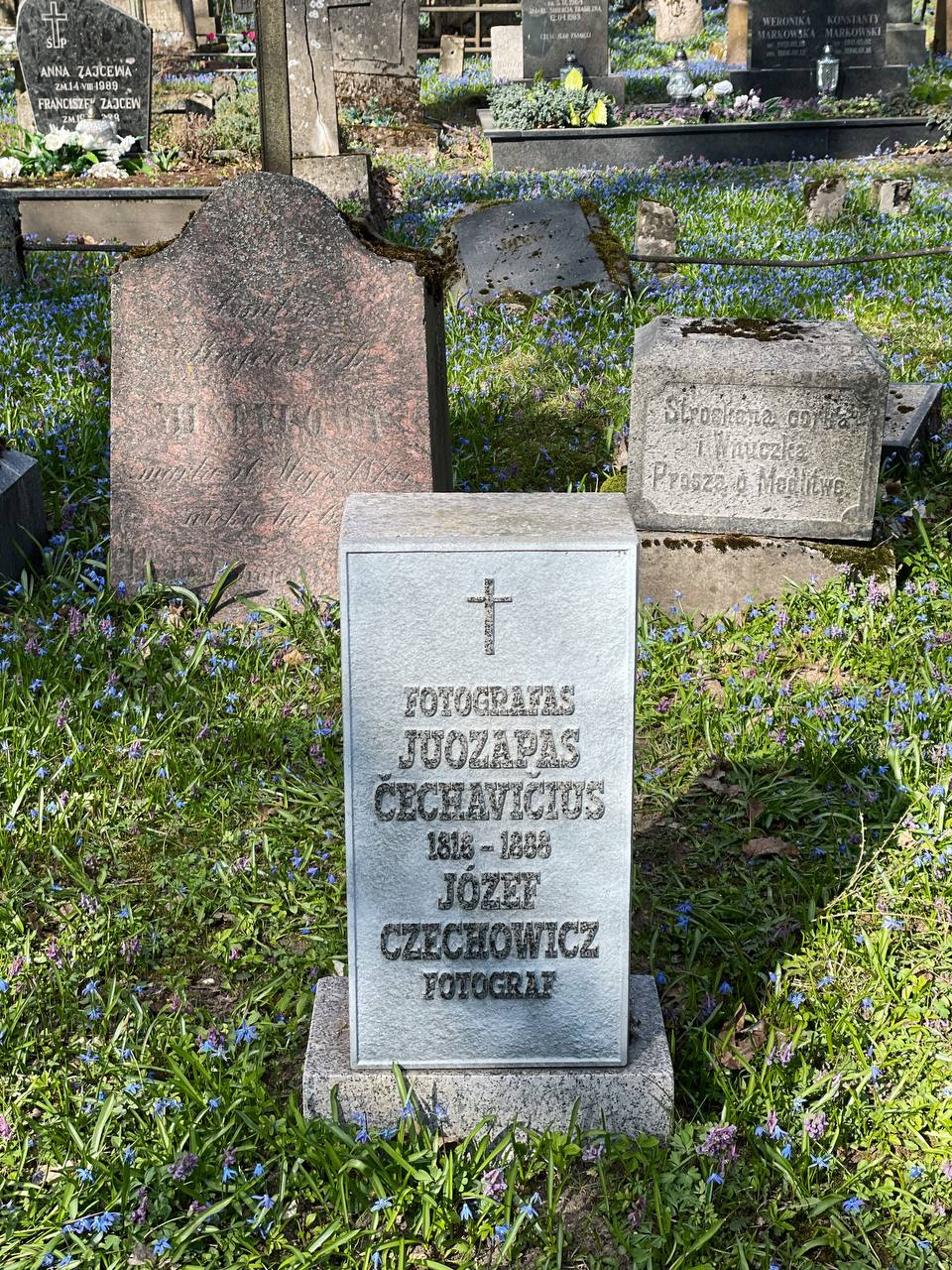
Grób Józefa Czechowicza na Cmentarzu Bernardyńskim w Wilnie

## Odznaczenia
W 1872 roku  Cesarskie Towarzystwo Miłośników Nauk Przyrodniczych, Antropologii i Etnografii przy Cesarskim Uniwersytecie Moskiewskim przyznało Czechowiczowi wielki srebrny medal za „zdjęcia dla kursów oświaty”. 10 lat później w 1882 roku na rosyjskiej wystawie przemysłu i sztuki otrzymał srebrny medal za „zdjęcia budynków i wnętrz”. Prawdopodobnie otrzymał również na XI Wystawie Francuskiego Towarzystwa Fotograficznego w Pałacu Techniki w Paryżu  złoty medal oraz dziękczynne odznaczenie od Stolicy Apostolskiej.

## Nagrobek
Dokładne miejsce pochówku przez lata pozostawało nieznane. W Galerii im. Sleńdzińskich w Białymstoku zachowało się zdjęcie na którym napisano, że został pochowany " przed grobami Ilcewiczów i Miniatowiczów w Wilnie". Pomogło to w ustaleniu w 2009 roku miejsca pochówku Czechowicza. W 2010 roku został odsłonięty nowy nagrobek, który powstał dzięki staraniom polsko-litewskiej Fundacji im. Adama Mickiewicza.

## Wystawy
- 1999 - Muzeum Narodowe - wystawa Spojrzenia na Wilno. Fotografia wileńska w latach 1939-1939, na której pokazano m.in. fotografie Czechowicza ze zbiorów Muzeum[19].
- do listopada 2015 - wystawa przygotowana przez Litewskie Muzeum Narodowe "Wilno na zdjęciach Józefa Czechowicza"[14], na której pokazano posiadane przez muzeum zdjęcia i szklane klisze.
- listopad 2015 - styczeń 2016  wystawa "Wilno Józefa Czechowicza"[20] w Muzeum Sztuki Vytautasa Kasiulisa[21]. Kuratorem był Dainius Junevičius, badacz historii litewskiej fotografii i pierwszy litewski ambasador w Polsce po odzyskaniu przez to państwo niepodległości[21]. Zaprezentowano na niej nie tylko ponad 150 zdjęć Wilna, ale również zdjęcia z albumu rodzinnego, dokumenty archiwalne, autoportrety i pocztówki[20].